# Dendropanax gracilis
Dendropanax gracilis là một loài thực vật có hoa trong Họ Cuồng cuồng. Loài này được C.J.Tseng & G.Hoo mô tả khoa học đầu tiên năm 1965.